# Moraklocka

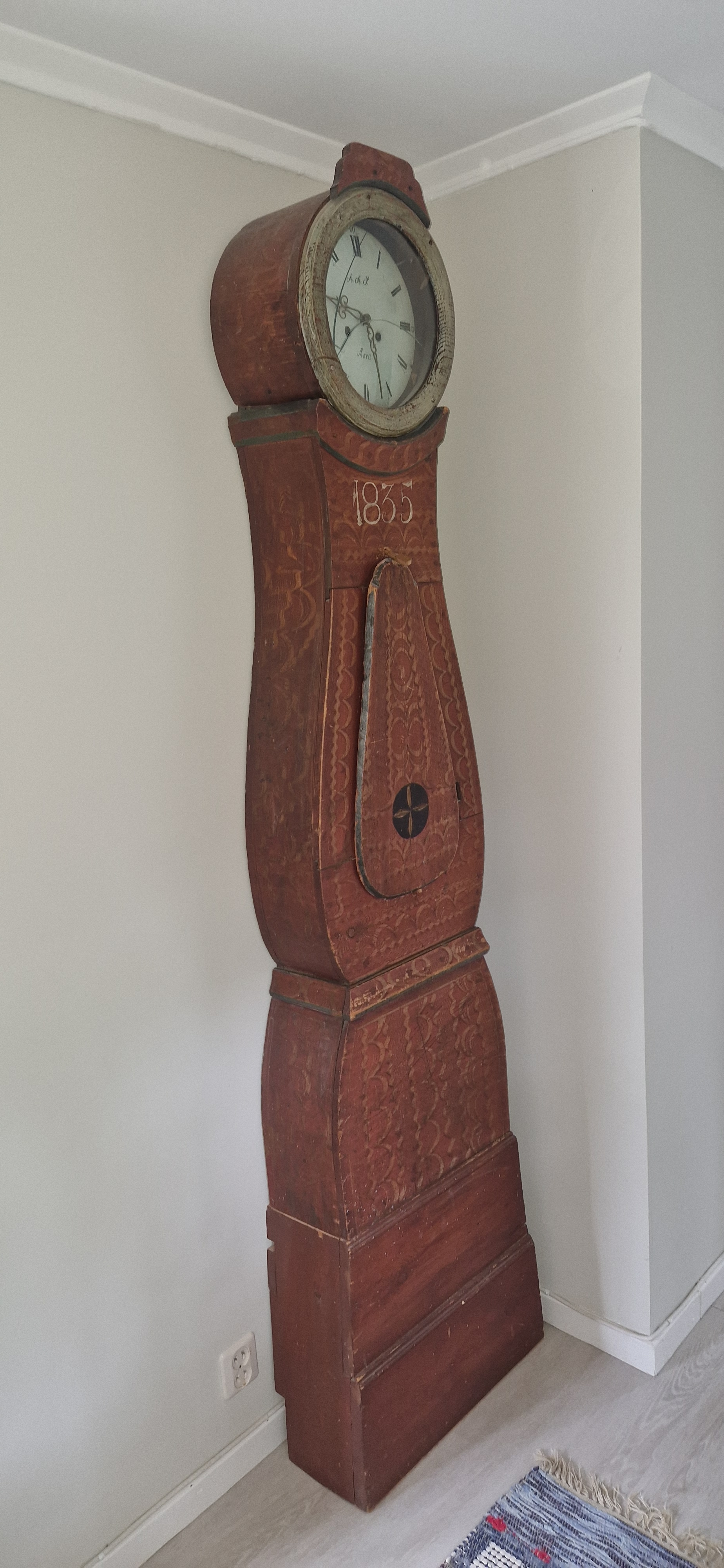
Moraklocka från Dalarna med fodralmålning från 1835.

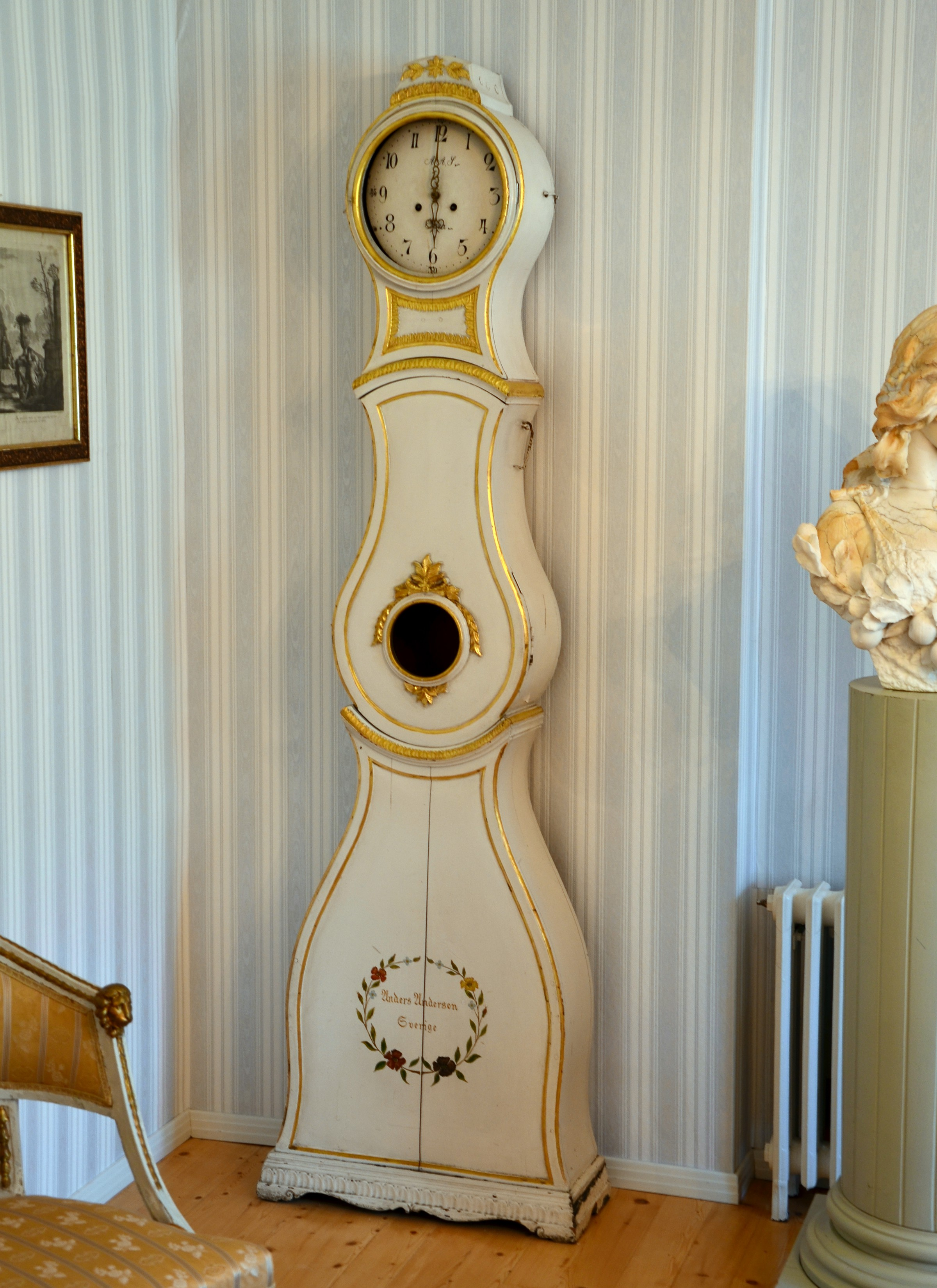
En moraklocka från 1800-talet på Söderlångviks museum. Målningen från 1900-talet.

Moraklocka är ett stort golvur eller väggur med urverk från Mora i Dalarna, ibland dekorerat med kurbitsmålningar. Moraklockan är ett pendelur. 

## Historik
Det första svensktillverkade urverket som är känt tillverkades vid Vadstena kloster av munken Andreas Jacobi i början av 1400-talet. En mer storskalig tillverkning inleddes vid Stjärnsunds manufakturverk i Dalarna, som startade verksamheten år 1700. Stjärnsund var orsaken till att det fanns skickliga urmakare bland dalkarlarna. Framställning av urverk i Mora inleddes på 1740-talet, och den äldsta signerade moraklockan är från 1750-talet.
Produktionen var dock länge tämligen begränsad. En av de första mer kända urmakarna var Krång Anders Andersson, född i Östnor 1727. Ytterst få klockor är annars signerade. Ett undantag är en klocka tillverkad av Fin Anders Andersson 1792, som finns på Nordiska museet. De flesta urverk som beställdes lokalt fick beställarens namn på urtavlan. Övriga klockor för avsalu signerades "AAS Mora". Dessa kan ibland ha åsyftat tillverkaren, men knappast alltid, då det i stort sett är den enda signeringen som förekommer. Urverken tillverkades inte av enskilda urmakare, utan genom en tydlig arbetsfördelning. Vissa göt kugghjul och urverkdelar, andra smidde urtavlor och pendlar, andra monterade klockor, vissa tillverkade klockfodral, och försäljningen sköttes av särskilda uppköpare eller gårdfarihandlare. Det tillverkades såväl mer komplicerade verk med datumvisare som enklare urverk, så kallade "pjätå-klockor" med ettdygnsgång.
De äldre klockorna från Mora liknar Stjärnsundsuren. De har urtavlor i mässingsöverdragen järnplåt med gjutna hörn- och krönprydnader i tenn. Omkring 1800 började man måla urtavlorna vita. Ungefär samtidigt började man så sakta gå över till runda urtavlor, och omkring 1820 hade man helt gått över till de runda urtavlorna.
Fram till första århundradet av 1800-talet var tillverkningen hantverksmässigt upplagd, för att därefter växa tillmassproduktion, och tillverkningen specialiseras så att vissa enbart till att vissa tillverkade kugghjul, andra visare och så vidare.
Klockfodralen var oftast raka fram till omkring 1800, i likhet med de engelska golvur som utgjorde förebilden för den tidiga svenska produktionen. Därefter infördes kurviga klockfodral efter inspiration från rokoko-stilen.
Urmakeriverksamheten i Mora minskade från 1860-talet.
Ofta används benämningen moraklocka eller dalaklocka om gamla allmogeur, i första hand golvur, oavsett var urverken är tillverkade eller hur klockorna ser ut. I många landskap tillverkades golvur efter egna modeller, en av de mer kända är de omkring 1800 skapade Ångermanlandsbrudarna.